# Аверино (Нижегородская область)
Аверино — деревня в городском округе Сокольский Нижегородской области России.

## География
Деревня находится на северо-западе Нижегородской области, в пределах Волжско-Ветлужской низменной равнины, в зоне хвойно-широколиственных лесов, к востоку от автодороги 22К-0014, на расстоянии приблизительно 9 километров (по прямой) к юго-востоку от Сокольского, административного центра округа. Абсолютная высота — 108 метров над уровнем моря.

### Климат
Климат характеризуется как умеренно континентальный, с умеренно жарким коротким летом и холодной многоснежной зимой. Средняя температура воздуха самого холодного месяца (января) составляет −12 °C (абсолютный минимум — −46 °С); самого тёплого месяца (июля) — 18,5 °C (абсолютный максимум — 37 °С). Годовое количество атмосферных осадков не превышает 600 мм. Снежный покров устанавливается во второй половине ноября и держится 150—155 дней.

### Часовой пояс
Деревня Аверино, как и вся Нижегородская область, находится в часовой зоне МСК (московское время). Смещение применяемого времени относительно UTC составляет +3:00.

## Население
| 2002 | 2010 |
| ---- | ---- |
| 11   | ↘8   |

### Национальный состав
Согласно результатам переписи 2002 года, в национальной структуре населения русские составляли 100 %.